# Betula potamophila
Betula potamophila är en björkväxtart som beskrevs av Viktor Nikolayevich Vassiljev. Betula potamophila ingår i släktet björkar, och familjen björkväxter. Inga underarter finns listade.
Denna björk förekommer endemisk i Tadzjikistan. Det saknas informationer angående habitatet och levnadssättet.
Det är inget känt om populationens storlek och möjliga hot. IUCN listar arten med kunskapsbrist (DD).